# Gary Powell
Gary Armstrong Powell (nacido el 11 de noviembre de 1969) es un baterista de rock británico, conocido por tocar con las bandas The Libertines y Dirty Pretty Things, además del artista Eddy Grant. También tocó en los conciertos de reunión de 2004 de New York Dolls. 